# Вайківці
Вайковце (словац. Vajkovce) — село в окрузі Кошиці-околиця Кошицького краю Словаччини. Площа села 3,89 км². Станом на 31 грудня 2016 року в селі проживало 868 жителів.

## Історія
Перші згадки про село датуються 1630 роком.

## Населення
| Рік:            | 1994. | 2004.   | 2014.    | 2024.    |
| --------------- | ----- | ------- | -------- | -------- |
| Кількість осіб: | 494   | 522     | 742      | 933      |
| Різниця:        |       | +5,66 % | +42,14 % | +25,74 % |

| Рік:            | 2023. | 2024.   |
| --------------- | ----- | ------- |
| Кількість осіб: | 943   | 933     |
| Різниця:        |       | -1,06 % |